# فراشة أبو دقيق الملفوف
الفراشة البيضاء الكبيرة، فراشة أبو دقيق الملفوف، وتسمى أيضًا فراشة الكرنب أبو دقيق الأبيض، وتُعرف في الهند باسم فراشة الكرنب البيضاء كبيرة الحجم، فراشة الكرنب البيضاء هي فراشة من رتبة حرشفية الأجنحة (Pieridae).

## التوزيع
البيئة الطبعية 

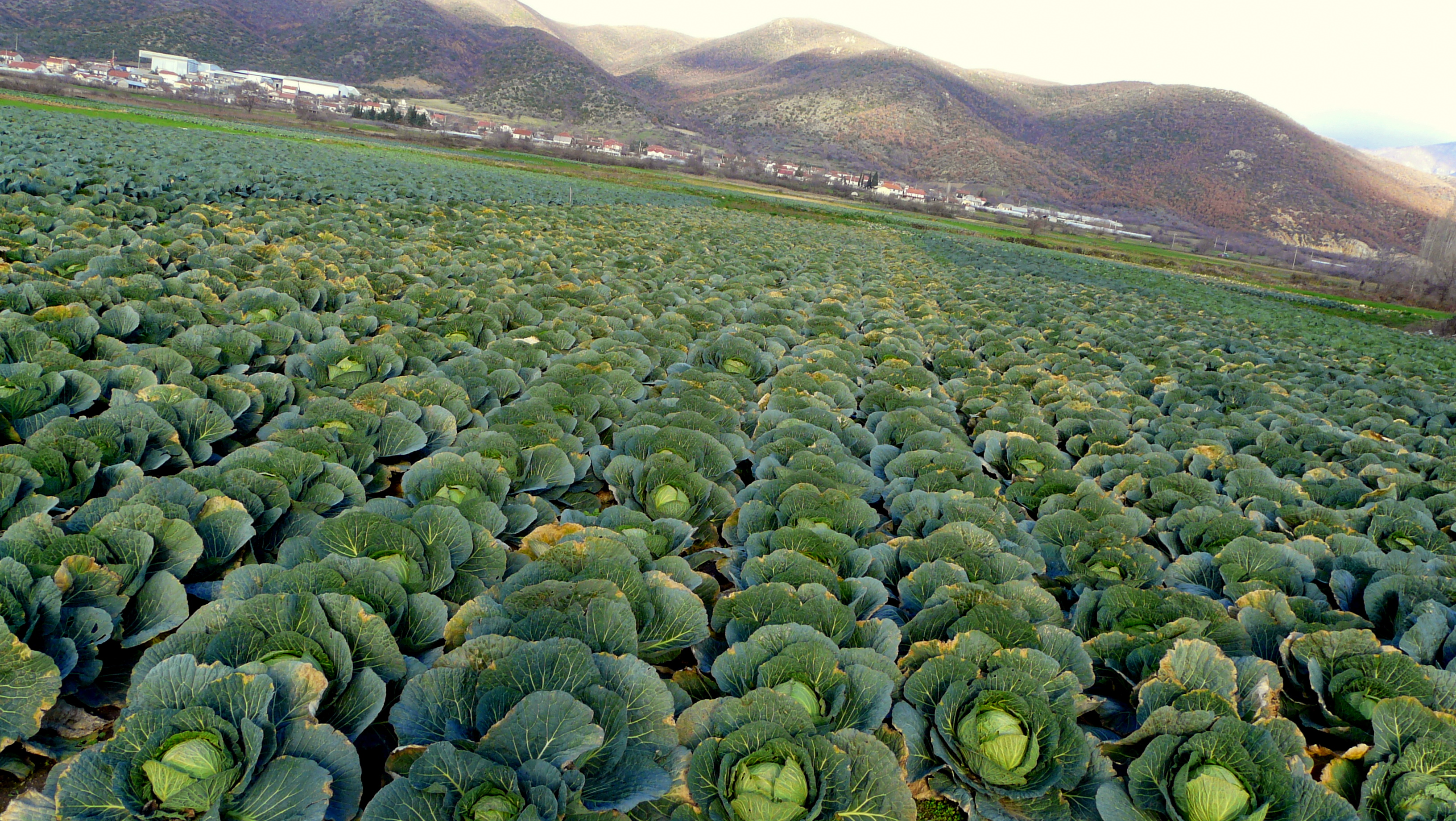
لفراشة أبو دقيق (P. brassicae). مدينة دوجران، في مقدونيا.

وتنتشر الفراشة البيضاء كبيرة الحجم في أنحاء كثيرة من أوروبا وشمال أفريقيا وآسيا بالقرب من جبال الهيمالايا وغالبًا ما تكون في المناطق الزراعية والمروج والمتنزهات. وتوجد بكثرة في جنوب أفريقيا.
وتتميز الفراشة البيضاء الكبيرة بقدرة فائقة على الطيران ومما يدعم وجودها في بريطانيا في أغلب السنوات هجرة الكثير منها من القارة. وتشير تقارير من أماكن متفرقة في الشمال الشرقي للولايات المتحدة (نيويورك ورود آيلاند ومين) حول الفراشة البيضاء الكبيرة على مدار القرن الماضي إلى أمر عجيب فإما أن يكون هذا انتقالاً عرضيًا أو أنه إطلاق متعمد. ومقدمات كهذه من شأنها أن تشكل خطرًا على توطين هذه الآفة في أمريكا الشمالية.

## المظهر
أجنحة بيضاء وبها أماكن سوداء على طرفها في الذكور والإناث، وتوجد في الإناث نقطة سوداء على كل طرف جناح. والجانب السفلي لونه أخضر شاحب وتستعملها كوسيلة تمويه رائعة عندما تحتاج للراحة. وتكون العلامات داكنة أكثر في الحاضنات الصيفية. ويتراوح طول باع الجناح من 5 إلى 6 سم.

### الذكر

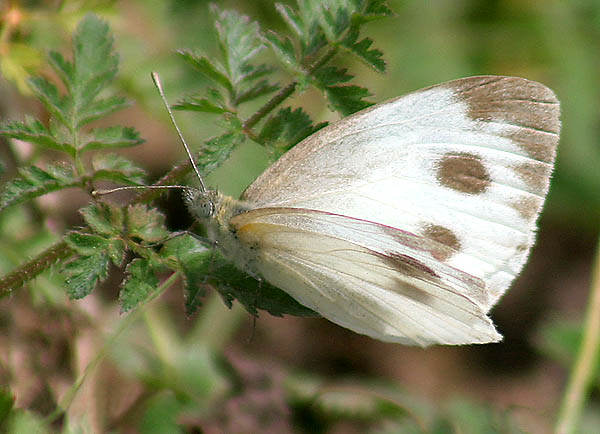
ينتمي إلى هيماجل برديش (Himachal Pradesh)، في الهند

انظر المسرد لفهم المصطلحات المستخدمة هنا
والطبقة العليا عند الذكور لونها أبيض كريمي. الجناح الأمامي منقط بحراشف سوداء على القاعدة وعلى طول الضلع القصير، والقمة وطرف الجناح فوق العرق 2 تقريبًا لونه أسود نوعًا ما، والحافة الداخلية من المساحة السوداء بها انحناء منتظم؛ وفي عينة واحدة أو اثنتين توجد بقعة سوداء صغيرة طوليًا في الفرجة رقم 3. الجناح الخلفي: متناسق ومنقط بحراشف سوداء على القاعدة وبقعة سوداء كبيرة تحت ضلعية قبل القمة وتوجد في بعض العينات حراشف سوداء على طرف الجناح من الأمام. الجانب السفلي، الجناح الأمامي: أبيض ومنقط قليلاً بحراشف سوداء على قاعدة الخلايا وعلى طول الضلع الصغير، والقمة باللون البني اللامع؛ وبقعة سوداء كبيرة على النصف الخارجي من الفرجة رقم 3. الجناح الخلفي: باللون البني اللامع منقطة بكثافة بالحراشف السوداء الدقيقة؛ والبقعة السوداء التحت ضلعية قبل القمة تظهر تمامًا من الطبقة العليا. قرن استشعار أسود وأبيض عند القمة؛ والرأس والصدر والبطن سوداء، وبعض الشعر الأبيض؛ الجزء السفلي: ضارب إلى البياض.

### الإناث
الجزء العلوي في الإناث قريب الشبه بالذكور ولكن التنقيط بالحراشف السوداء في قاع الأجنحة أكثر، والمنطقة السوداء على القمة وطرف الجناح الأمامي أكثر اتساعًا، والحافة الداخلية أقل في انتظام الانحناء، والبقعة السوداء على النصف الخارجي من الفرجة رقم 1 أكبر بوضوح، وأخرى قرب قاعدة الفرجة رقم 3. وعلى الجناح الأمامي تكون البقعة السوداء تحت الضلعية أكبر بكثير وهذه هي الفروق الأكثر بروزًا. الجانب السفلي: يشبه نظيره في الذكور ولكن قمة الجناح الأمامي وكامل السطح للجناح الأمامي تظهر باللون الأصفر اللامع وليس البني اللامع؛ والبقعة السوداء القرصية على الجناح الأمامي أكبر بكثير. قرون الاستشعار والرأس والصدر والبطن مثل الذكور.

## دورة الحياة والنباتات التي تتغذى عليها
تضع الأنثى دفعة تتراوح من 20 إلى 100 بيضة صفراء على النباتات في المنتمي لعائلة الملفوف (Brassica cabbage family) وقد تكون آفة من آفات المحاصيل الغذائية. يبدو أنها تفضل الأنواع المستزرعة من الكرنب الزيتي (Brassica oleracea) مثل الملفوف وكرنب بروكسل. واليسروع (caterpillars) لونه أخضر مائل للصفرة بخطوط صفراء وبقع سوداء ويتغذى على سطح الورقة في مجموعات من نفس اللون. وما يحميها من الحيوانات المفترسة هو امتلاكها لمواد كيميائية مقزز. ويقال أن هذه المواد الكيميائية هي زيت الخردل من مادة الكلوكوزينوليت (glucosinolates) الموجودة في النباتات الغذائية، ولكن يبدو أنها أسطورة لأن يسروع أبو دقيق (Pieris) حقيقة يمنع تكوّن زيت الخردل (انظر الكلوكوزينوليت) (glucosinolate). وبالرغم من استخدامها للمواد الكيميائية في الدفاع، تُفقد أعداد كبيرة منها بسبب الزنابير المتطفلة مثل أبانتيليس جلوميراتوس (Apanteles glomeratus)، الذي تهاجم أنثاه شرانق صغار اليسروع. الشرانق لونها أخضر باهت مائل للصفرة ببقع سوداء. وهذه الأنواع تقيت في الشتاء مثل اليسروع. ولها حاضنتان في العام، الأولى أثناء الطيران في مايو والثانية في أغسطس.

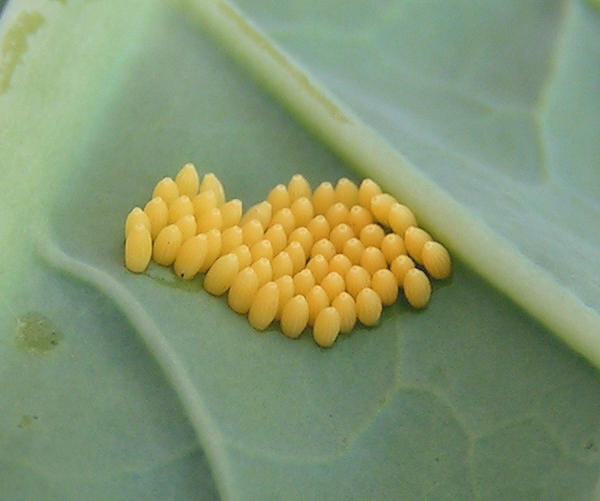
البيض
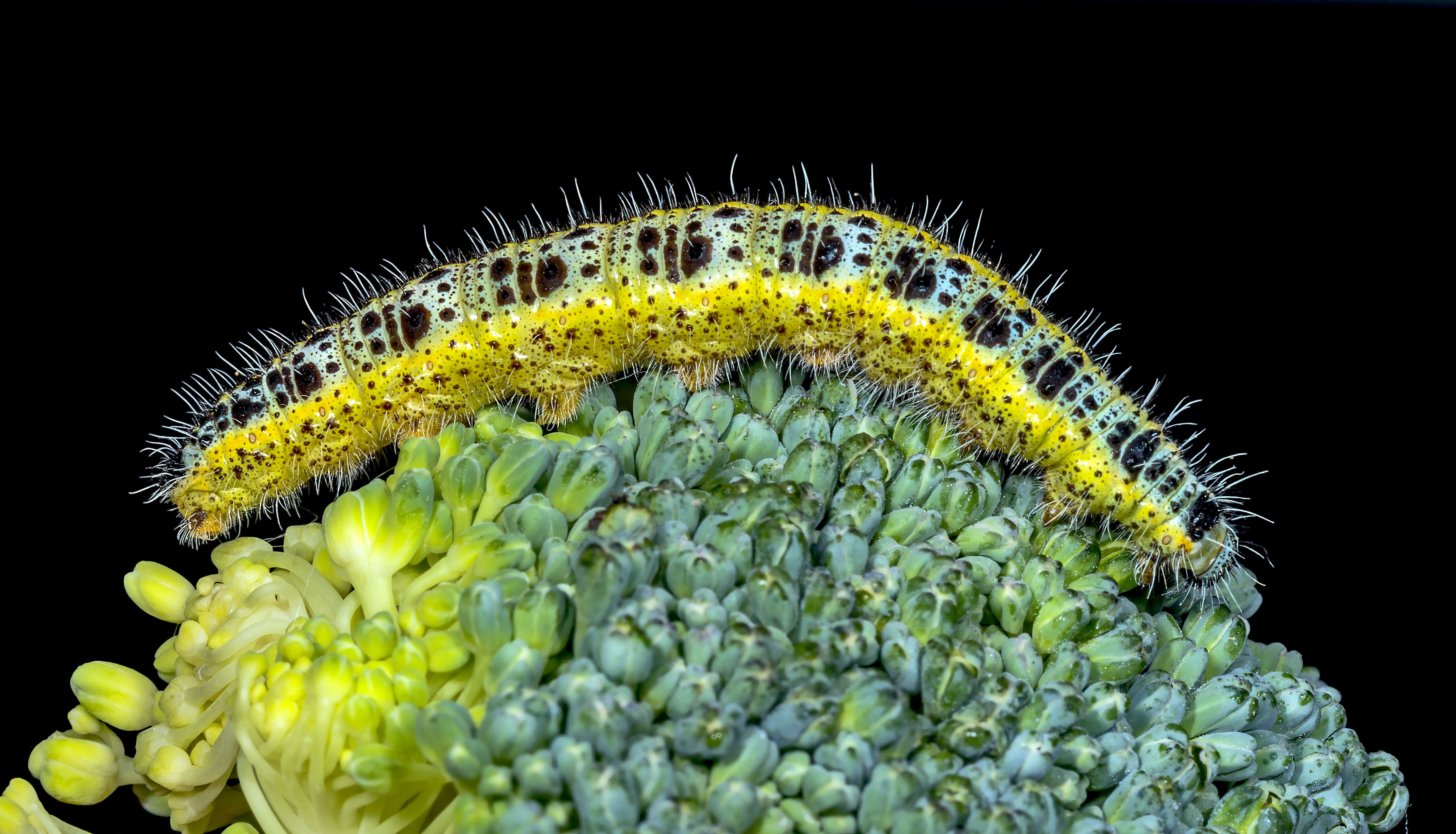
يسروع
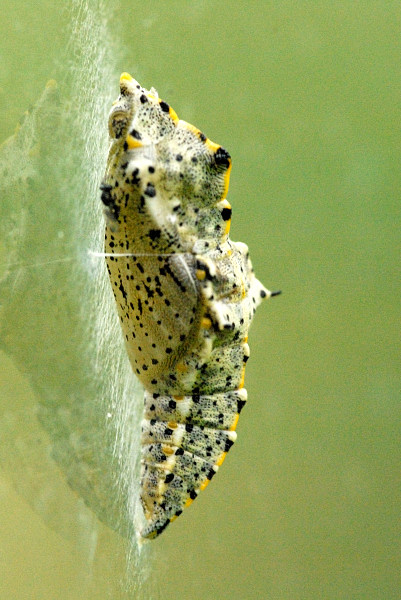
عذراء
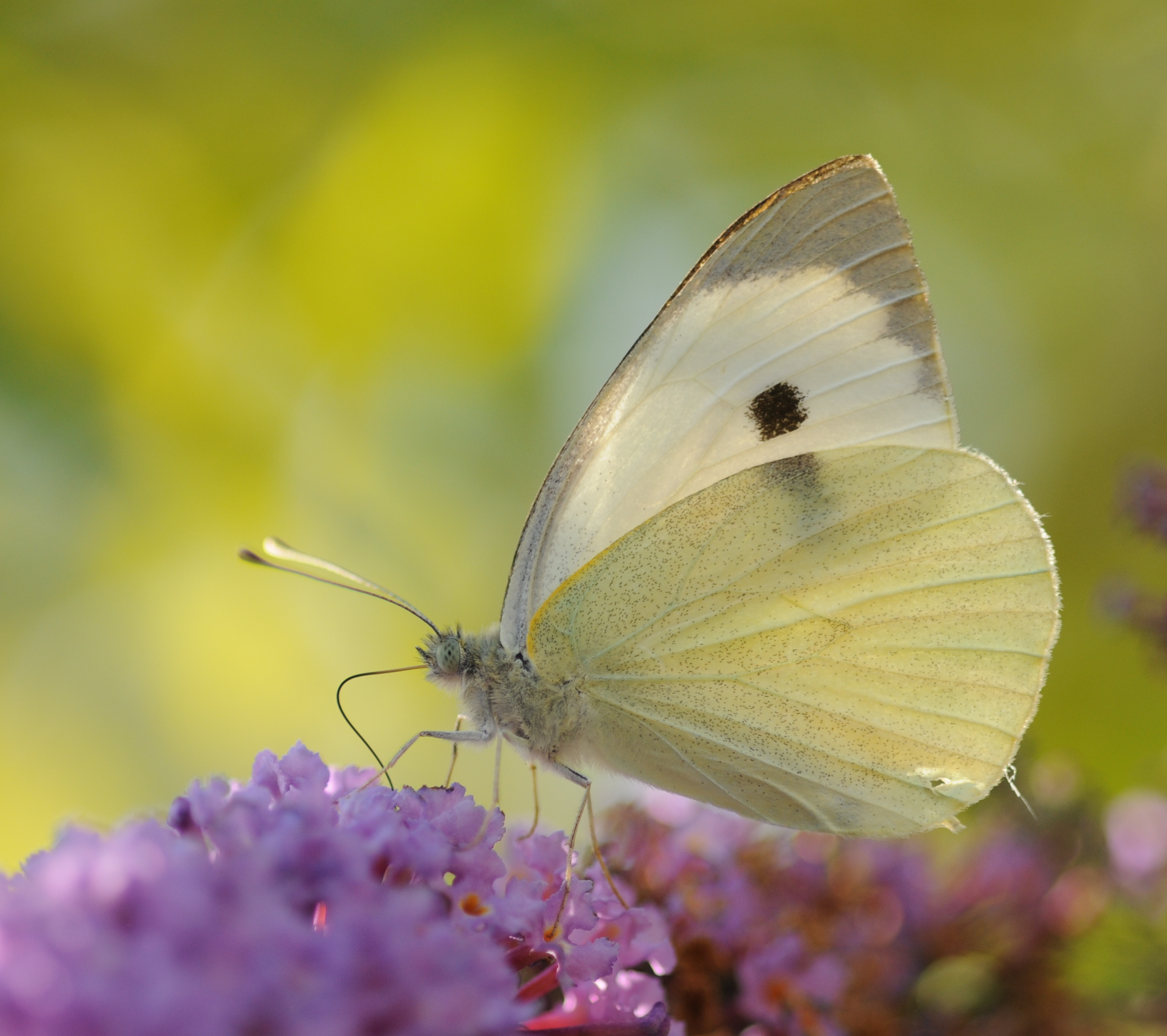
فراشة بالغة على شجرة الفراشات

## أنواع مشابهة
قارن بين البيضاء الصغيرة (Pieris rapae Small White) (اللهانة الصغيرة) (Pieris rapae)، وفراشة بيربس الهندية البيضاء (Pieris canidia)، وفراشة كشمير البيضاء (Pieris deota).

## اقرأ أيضا
- هجرة فراشة الملك